# Andrzej Orzechowski (filmowiec)
Andrzej Orzechowski (ur. 24 listopada 1955 w Bielsku-Białej) – polski scenarzysta i reżyser.
Absolwent Uniwersytetu Jagiellońskiego w Krakowie (1980). Od 1984 roku związany ze Studiem Filmów Rysunkowych w Bielsku-Białej.
Między innymi jest współautorem scenariusza pełnometrażowego filmu montażowego Bolek i Lolek na Dzikim Zachodzie, powstałego w oparciu o oryginalną koncepcję Władysława Nehrebeckiego, i filmu Gwiazda Kopernika oraz autorem i współautorem scenariuszy do animowanych seriali telewizyjnych: Między nami bocianami (13 odcinków × 25 min); Podróże kapitana Klipera (13 odcinków × 10 min) i Kuba i Śruba (13 odcinków x ok. 13 min).
Jako reżyser zadebiutował średniometrażowym filmem Animalki (1988). Następnie zrealizował także między innymi: Żółty odcień czerwieni (1989), Geniusz Eugeniusz (2002), oraz razem z Markiem Burdą Odlot (2003) (ostatnie dwa są odcinkami serialu Między nami bocianami), a także razem z Bronisławem Zemanem Folk story (2005). W Studio Filmów Rysunkowych w Bielsku-Białej razem ze Zdzisławem Kudłą zrealizował pełnometrażowy film animowany o dzieciństwie i młodości Mikołaja Kopernika Gwiazda Kopernika.
W latach 2010–2020 był dyrektorem Studia. 
FILMOGRAFIA
1984    - „Ziarnko pszenicy” - scenariusz,
1986    - „Bajki Bolka i Lolka” – film montażowy - scenariusz,
- „Bolek i Lolek na Dzikim Zachodzie” - film pełnometrażowy  montażowy - scenariusz,
- „Pod kraterem” – seria „Bolek i Lolek w Europie” - scenariusz,
- „Muszla Maharadży”  – seria „Podróże Kapitana Klipera” - scenariusz,
- „Rycerze walecznego smoka” - scenariusz,
- „Sposób na wakacje Bolka i Lolka”  – film montażowy - scenariusz,
1987    - „Na lodzie„  – seria „Podróże Kapitana Klipera” - scenariusz,
- „Poławiacze pereł” – seria „Podróże Kapitana Klipera” - scenariusz,
- „Uczeń wielkiego smoka” – seria „podróże Kapitana Klipera” - scenariusz,
- „Suchary Szalonego Rogera”  – seria „Podróżę Kapitana Klipera” - scenariusz,
- „Jak Jano słońce sprowadził”  - scenariusz,
- „Karaluch, Blatta Orientalis” - scenariusz,
1988    - „Bananowy rejs” – seria „Podróże Kapitana Klipera”- scenariusz,
- „Szalony Roger w opałach”  – seria „Podróże Kapitana Klipera - scenariusz,
- „Wyspa”  – seria „Podróże Kapitana Klipera” - scenariusz,
- „Animalki” – scenariusz, reżyseria,
- „Żółty odcień czerwieni” – scenariusz, reżyseria,
1989    - „Faworyt Cesarza” – seria „Podróże Kapitana Klipera” - scenariusz,
- „Złoto na piasku”  – seria „Podróże Kapitana Klipera” - scenariusz,
- „99 węzłów”  – seria „Podróże Kapitana Klipera” - scenariusz,
1990    - :Na tropie skarbów”  – seria „Podróże Kapitana Klipera” - scenariusz,
- „Szalony duch Rogera” – seria „Podróże Kapitana Klipera” - scenariusz,
1992    - „Bez powrotu Panie Z.” - scenariusz,
1997    - „Powrót boćków”  – seria „Między nami bocianami” - scenariusz,
- „Nas jest więcej  – seria „Między nami bocianami” - scenariusz,
1998     - „Pierwsze loty na płoty”  – seria „Między nami bocianami” - scenariusz,
1999     - „Gdzie jest moja mama” – seria „Między nami bocianami” - scenariusz,
- „Czarny”  – seria „Między nami bocianami” - scenariusz,
- „Porwanie  – seria „Między nami bocianami” - scenariusz,
- „Dziadek”  – seria „Między nami bocianami” - scenariusz,
2000     - „Królestwo za królewnę”  – seria „Między nami bocianami” - scenariusz,
2001     - „Birbonek” – seria „Między nami bocianami” - scenariusz,
2002     - „Geniusz Eugeniusz” – seria „Między nami bocianami” – scenariusz, reżyseria,
- „Gągołki aniołki” – seria „Między nami bocianami”- scenariusz,
2003     - „Zapominalscy” – seria „Między nami bocianami” - scenariusz ,
- „Odlot” – seria „Między nami bocianami” – scenariusz, reżyseria,
2004     - „Ergo sum”” - scenariusz,
2005     - „Folk story”  – scenariusz, reżyseria,
2009     - „Gwiazda Kopernika” – film pełnometrażowy – scenariusz, reżyseria,
2011     - „Porwana królewna” -  seria „Kuba i Śruba” – scenariusz, reżyseria,
2012     - „Dwóch Jasiów i Małgosia” -  seria „Kuba i Śruba” - scenariusz,
2013     - „Kocidrapka”  – scenariusz, reżyseria,
2014     - „Babcia Czerwonego Kapturka”-  seria „Kuba i Śruba” - scenariusz,
- „Kije samobije” - seria „Kuba i Śruba”- scenariusz, reżyseria,
2016     - „Latający kuferek” - seria „Kuba i Śruba” - scenariusz,
- „Hokus pokus” - seria „Kuba i Śruba” – scenariusz, reżyseria,
- „Mały Rycerz” - seria „Kuba i Śruba” - scenariusz,
- „Wyspa skarbów” - seria „Kuba i Śruba” – scenariusz, reżyseria,
- „Ciachomaniak” - seria „Kuba i Śruba” - scenariusz,
- „Siódmy krasnoludek” -  seria „Kuba i Śruba” – scenariusz, reżyseria,
- „Fasolowa zupa” – seria „Kuba i Śruba” - scenariusz,
- „Pięciu rozbójników” – seria „Kuba i Śruba” – scenariusz, reżyseria,
- „Czarnoksiężnik” – seria „Kuba i Śruba” – scenariusz, reżyseria.